# Clambus besucheti
Clambus besucheti is een keversoort uit de familie oprolkogeltjes (Clambidae). De wetenschappelijke naam van de soort werd in 1974 gepubliceerd door Sebastian Endrödy-Younga.
De soort is genoemd naar Claude Besuchet van het Natuurhistorisch Museum van Genève, die deze soort verzamelde in Turkije.